# Proskurow-Czernowitzer Operation
1941: Białystok-Minsk – Dubno-Luzk-Riwne – Smolensk – Uman – Kiew – Odessa – Leningrader Blockade – Wjasma-Brjansk – Charkow – Rostow – Moskau – Tula

1942: Rschew – Charkow – Ljuban/Wolchow – Kertsch/Sewastopol – Fall Blau – Kaukasus – Stalingrad – Operation Mars

1943: Woronesch-Charkow – Operation Iskra – Nordkaukasus – Charkow – Kursk – Orjol – Donez-Mius – Donbass – Belgorod-Charkow – Smolensk – Dnepr – Kiew

1944: Dnepr-Karpaten – Leningrad-Nowgorod – Krim – Wyborg–Petrosawodsk – Operation Bagration – Lwiw-Sandomierz – Jassy–Kischinew – Belgrad – Petsamo-Kirkenes – Baltikum – Karpaten – Ungarn

1945: Kurland  – Weichsel-Oder – Ostpreußen – Westkarpaten – Niederschlesien – Ostpommern – Plattensee – Oberschlesien – Wien – Oder – Berlin – Prag
Die Proskurow-Czernowitzer Operation (russisch Проскуровско-Черновицкая операция) war eine Angriffsoperation der Roten Armee im Zweiten Weltkrieg, die als Teil der Dnepr-Karpaten-Operation von der 1. Ukrainischen Front durchgeführt wurde. Sie dauerte vom 4. März bis zum 17. April 1944.

## Vorgeschichte
Als Ergebnis der Rowno-Luzker Operation (27. Januar bis 11. Februar 1944) hatten die Truppen der 1. Ukrainische Front neue Stellungen eingenommen, welche für eine weitere Offensive in den Rücken der deutschen 1. Panzerarmee vorteilhaft waren und die zur Abschneidung und Einkesselung der mittleren Front der Heeresgruppe Süd genützt werden sollten. Nachdem Marschall Watutin Ende Februar bei den Kämpfen tödlich verwundet wurde, übernahm Marschall Schukow auf Anweisung der Stawka den Oberbefehl der 1. Ukrainischen Front, welche über 56 Schützen-Divisionen, 6 Kavallerie-Divisionen, 7 Panzer- und 3 mechanisierte Korps verfügte und aus etwa 800.000 Mann, 11.900 Geschütze, 1.400 Panzer und 477 Flugzeuge bestand.

## Verlauf

### Erste Angriffsphase
Am 4. März begann die Hauptmacht der 1. Ukrainischen Front eine Offensive gegen die deutsche Heeresgruppe Süd (ab 1. April umbenannt in Heeresgruppe Nordukraine) unter Generalfeldmarschall Erich von Manstein (ab 31. März unter Walter Model). Der nördliche Flügel Schukows drängte die deutsche 4. Panzerarmee (General Raus) schrittweise nach Galizien zurück, die sowjetische 13. Armee (General Puchow) nahm am 17. März Dubno ein, südlich davon erreichte die 60. Armee (General Tschernjachowski) die Zugänge nach Brody, wo sie von deutschen Gegenangriffen gestoppt wurde.
Die im Zentrum stehenden starken Panzerkräfte der 1. Ukrainischen Front (1. Panzer- und 3. Gardepanzerarmee, sowie 1. Gardearmee) führten den Hauptstoß aus dem Raum Schepetowka südwärts. Die 1. Panzerarmee (General Katukow) stieß am östlichen Ufer des Sereth in Richtung auf Czortkow vor, links von dieser wurde später die 4. Panzerarmee (General Badanow, später General Leljuschenko) eingeführt und strebte beidseitig des Zbrucz vorgehend, den Durchbruch nach Hussjatyn an. Katukows 1. Panzerarmee führte als westlicher Umfassungsflügel den Durchbruch über den Dnjestr und die Abschnürung der deutschen 1. Panzerarmee (General der Panzertruppe Hube) durch. Während die 1. Gardearmee im Raum Proskurow die deutsche Hauptmacht (LIX. A.K.) auf sich zog, engten die 4. Panzerarmee und die 3. Gardepanzerarmee (General Rybalko) die westliche Kesselfront gegenüber der deutschen Kampfgruppe Mauss (Teile 7. Panzerdivision) und dem III. Panzerkorps mit der 1., 6., 11. und 19. Panzerdivision ein.
Vom 7. bis 10. März hatte die Hauptmacht der 1. Ukrainische Front ihren Vorstoß auf 70–80 km Tiefe erweitert, die Linie Tarnopol–Proskurow erreicht und die Eisenbahnlinie Lemberg–Odessa unterbrochen, welche als wichtigste Versorgungslinie für die südliche deutsche Ostfront fungierte.
Die deutsche Wehrmacht führte bis 11. März mehrere Gegenangriffe durch, welche aber nicht verhindern konnten, dass neun Panzer- und sechs Infanterie-Divisionen der 1. Panzerarmee immer weiter südlich zum Dnjestr abgedrängt wurden und die Verbindung zu der am oberen Sereth ebenfalls schwer bedrängten deutschen 4. Panzerarmee vollständig verlorenging. Am rechten Flügel dieser Armee hatte das XXXXVIII. Panzerkorps mit drei neu herangeführten Infanteriedivisionen die Front stabilisiert. Seit 8. März war Tarnopol im Halbkreis umringt, die Sowjets hatten zudem bereits mehrere Brückenköpfe am westlichen Sereth-Ufer gebildet.
Am 11. März begann auch der linke Flügel 1. Ukrainische Front mit der sowjetischen 38. (General Moskalenko) und der 40. Armee gegen die sich bildende östliche Kesselfront der deutschen 1. Panzerarmee.
Am 12. März stoppte die STAWKA ihre Truppen und konkretisierte die Aufgabe der 1. Ukrainische Front neu. Die Infanteriearmeen (60. und 1. Garde-Armee) sollten sowohl bei Tarnopol und Proskurow die deutschen Gegenangriffe in Defensivstellung abwehren während die 1. Panzer- und 3. Garde-Panzerarmeen den operativen Durchbruch nach Czernowitz erreichen sollten. Die Absicht der Einkesselung der gegnerischen 1. Panzerarmee war von der Stawka nicht klar formuliert worden. Laut Befehl sollte die später eingeführte sowjetische 4. Panzerarmee Kamenez-Podolski nehmen, um dadurch den Rückzugsweg der 1. Panzerarmee nach Westen zu verhindern, die vorderen sowjetischen Truppen hatten aber noch keine direkten Instruktionen diese Maßnahme durchzuführen.
Mehrere Armeen (4. und 7. Garde- sowie 40. Armee) der 2. Ukrainischen Front (Armeegeneral Konew) drangen während der gleichzeitig laufenden Uman-Botoșaner Operation über Uman und Gaissin zum Bug vor und erreichten am 18. März den Dnjestr bei Jampol. Truppen der 6. Panzerarmee (General Krawtschenko) erreichten am 19. März Mogilew-Podolski, überschritten den Fluss und drangen auf Chotyn vor um den Rückzug der deutschen 1. Panzerarmee nach Süden zu verhindern.
Gleichzeitig hatte der linke Flügel der 1. Ukrainische Front beidseitig von Winniza mit Truppen der sowjetischen 18. und 38. Armee den Südlicher Bug bis zum 21. März überschritten, eroberte die Orte Schmerinka und Chmielnik und schuf dadurch die Voraussetzung für die südliche Umfassung der deutschen 1. Panzerarmee nördlich von Kamenez-Podolski. Bis zum 21. März nahm die sowjetische 1. Gardearmee (General Gretschko) das von den Deutschen zur Festung erklärte Proskurow ein und drängte das an der nördlichen Kesselfront haltende deutsche LIX. Armeekorps (General Schulz) südlich in Richtung auf Kamenez-Podolski zurück.

### Zweite Angriffsphase

Kesselschlacht von Kamenez-Podolski.

Siehe auch "Kessel von Kamenez-Podolski" (Hube Kessel).
Ab 21. März wurde die Offensive in die Hauptrichtung zum Dnjestr fortgeführt, wobei zum ersten Mal (als auch in der gleichzeitig durchführenden Uman-Botoșaner Operation) während des Krieges drei sowjetische Panzerarmeen nebeneinander eingesetzt wurden.
Am 23. März wurde Czortkow von der sowjetischen 1. Panzerarmee eingenommen, am 24. März überquerten die sowjetischen Truppen den Dnjestr bei Zaleszczyki und überschritten damit die rumänische Grenze. Das 8. mechanische Gardekorps unter Generalmajor J.F. Dremow erreichte mit der 20. mechanischen Gardebrigade (Oberst X. A. Babajanjan) als erster den Dnjestr bei Zaleszyski, die 19. mechanische Gardebrigade (Oberst V. M. Gorelow) und die 21. mechanische Gardebrigade (Oberst Iwan Jakowlew) gingen bei Ustechko über den Fluss. Am südlichen Ufer wurde vom 11. Garde-Panzerkorps mit der 64. Garde-Panzerbrigade (Oberstleutnant Iwan Boiko) ein erster Brückenkopf errichtet. Im Anschluss an die Panzerkräfte wurde das 11. Schützenkorps unter Generalmajor Samerzew als erster größerer Infanterieverband nachgezogen. Am 29. März wurde Czernowitz durch das 11. Garde-Panzerkorps unter Generalleutnant Getman besetzt.
Das deutsche XXIV. Panzerkorps kämpfte sich im Osten gegenüber der sowjetischen 18. Armee mit der 16. Panzerdivision, der 20. Panzer-Grenadier-Division sowie der 208. und 371. Infanterie-Division hinhaltend zwischen dem Bug und Bar zurück. Nach Süden klaffte bereits eine zusätzliche Frontlücke gegenüber dem XXXXVI. Panzerkorps (1., 254. und 82. Infanterie-Division), welche nicht mehr geschlossen werden konnte.
Die Distanz zwischen den eingeschlossenen Truppen und der neugebildeten deutschen Front erreichte mehr als 100 Kilometer. Für die sowjetischen Truppen bestand die Möglichkeit, wieder eine deutsche Armee vollständig einzukesseln. Die Umschließung der 1. Panzerarmee gab der Roten Armee die Möglichkeit, durch Rumänien und Ungarn einen direkten Weg nach Zentraleuropa zu öffnen. Aus seinem Hauptquartier in Lemberg informierte Generalfeldmarschall Manstein Hitler am 24. März darüber, dass er den notwendigen Rückzug der Armee anordnen müsse. Hitlers Antwort enthielt das Einverständnis, dass die 1. Panzerarmee ihre Kommunikationswege nach Westen aufrechterhalten solle bei gleichzeitigem Halten der gegenwärtigen Frontposition. Manstein wurde von Hitler zur Besprechung nach Berchtesgaden beordert. Die 1. Panzerarmee erhielt noch am 24. März abends von Manstein Weisung, sich auf einen Rückzug vorzubereiten. Unter Androhung des Rücktritts rang Manstein am 25. März Hitler in langwierigen Lagebesprechungen die Zustimmung zum Rückzug ab und befahl den riskanten Ausbruch der Armee nach Westen.
Am 26. März nahm die sowjetische 4. Panzerarmee Kamenez-Podolski ein, am 30. März fiel Chotyn. Nordöstlich dieser Stadt wurde die deutsche 1. Panzerarmee mit etwa 20 Divisionen, etwa 200.000 – 220.000 Soldaten vollständig eingeschlossen.
- Gruppe Mauss mit 7. Panzerdivision, Teile 1. SS. Pz.–Div. "Adolf Hitler" und 68. Infanterie-Division
- Korpsgruppe Chevallerie mit LIX. Armeekorps (Schulz, ab 22. März Röhricht) – 11. und 19. Panzerdivision, 96. und 291. Infanterie-Division und XXIV. Panzerkorps (Nehring) mit 20. Panzergrenadier- 16. und 17. Panzerdivision, 101. Jäger- sowie 208., 168. und 371. Infanterie-Division
- Gruppe Breith mit III. Panzerkorps – 1. und 6. Panzerdivision und  XXXXVI. Panzerkorps (ab 22. März Schulz) mit 1., 82. und 254. Infanterie-Division
- Gruppe Gollnick (südlich des Dnjestr) mit 75. Infanterie-Division und 18. Artilleriedivision

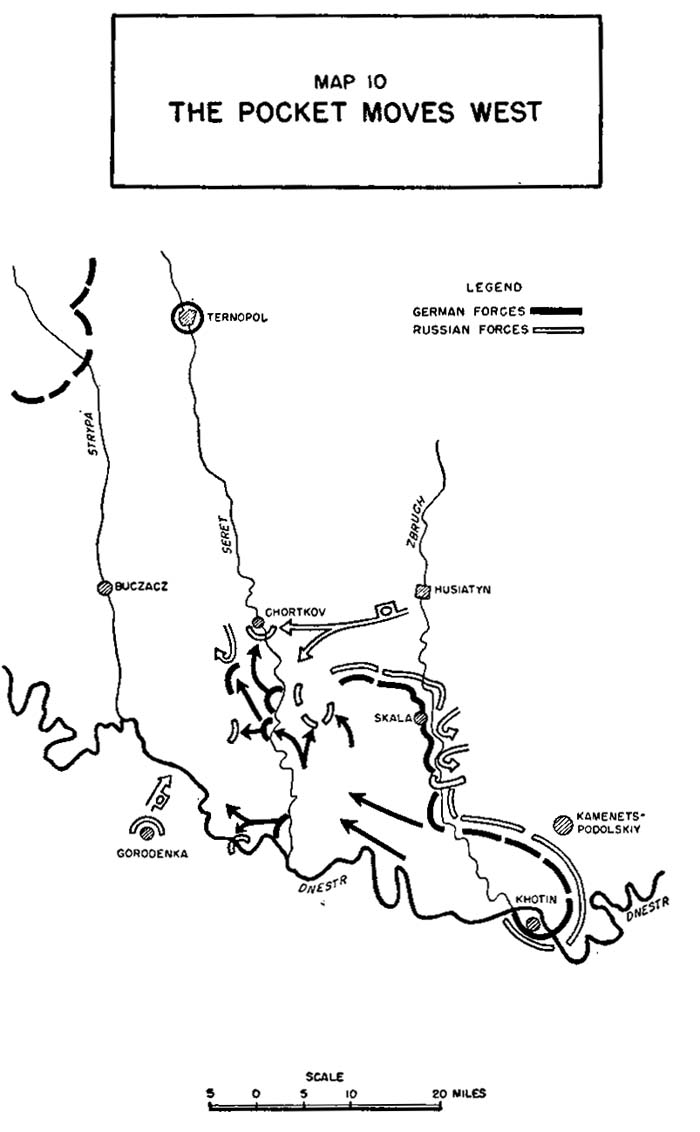
Ausbruch nach Westen, Lageskizze Ende März 1944

Truppen der 2. Ukrainische Front überquerten am 29. März den Pruth, damit verlor auch die südlicher stehende deutsche 8. Armee endgültig die Fühlung zur Hubes Panzerarmee. Die sowjetische 40. Armee folgte am nördlichen Flügel nach und umschloss das von der Gruppe Gollnick gehaltene Chotyn.
Am 29. März konnte die Korpsgruppe Chevallerie bei Skala und Zbrycz zwei westliche Brückenköpfe am Zbrucz-Abschnitt bilden. Die Masse der russischen 1. Panzerarmee (Katukow) war bereits über das südliche Dnjestrufer gegangen und hatte den deutschen Ausbruch dort vergeblich erwartet. Die Gruppe Breith hatte die sowjetische 4. Panzerarmee bei Kamenez-Podolski abgedrängt und erreichte hinter der Gruppe den Durchbruch nach Westen zum Zbrucz. Auch die Gruppe Gollnick konnte sich noch rechtzeitig aus Chotyn nach Nordwesten absetzen.
Am 30. März wurde General von Manstein von Hitler aufgrund unterschiedlicher Auffassungen über die weitere Kriegsführung entlassen und in die Führerreserve versetzt.
Das Oberkommando der 1. Ukrainischen Front schätzte die eingeschlossene Gruppierung auf etwa 14 Divisionen und stellte am 2. April ein von Hube abgelehntes Ultimatum zur Kapitulation. Der etwa 20 km breite Abschnitt zwischen dem rechten Flügel der 1. Gardearmee und der linken Flanke der 4. Panzer-Armee wurde nur durch einzelne Gruppen ohne Artillerie geschützt, dieser Korridor wurde von den Deutschen genützt. Um den weiteren Durchbruch nach Westen zu verhindern, zog Marschall Schukow die Masse der 4. Panzerarmee (jetzt unter General Leljuschenko) nach und gruppierte das 74. Schützenkorps (Generalleutnant F. E. Schewerdin) der 38. Armee, und das 52. Schützenkorps (Generalmajor Perchorowitsch) der 18. Armee in den Raum Czortkow um. Gegen die bei Tarnopol noch haltende Gruppierung der deutschen Truppen wurde das 15. und 94. Schützenkorps und das 4. Garde-Panzerkorps im Verband der 60. Armee gegen den nördlichen, östlichen und südlichen Stadtrand zur Umfassung angesetzt. Entgegen allen Erwartungen der Stawka konnte sich die 1. Panzerarmee an allen Fronten haltend, als "wandernder Kessel" westwärts zur Strypa zurückkämpfen. Truppen der sowjetischen 18. und 38. Armee und die 4. Panzerarmee drängten sofort nach, die Spaltung und Vernichtung der deutschen Truppen gelang aber nicht. Ein am 2. April einsetzendes mehrtägiges Schneetreiben entzog der sowjetischen Luftwaffe zudem die Möglichkeit die deutschen Truppen genauer aufzuklären.
Das OKW verlegte zur Stabilisierung der Front neue Truppen nach Galizien und die ungarische 1. Armee in den Karpaten. Im Rahmen des II. SS-Panzerkorps (Hausser) wurde die 9. und 10. SS-Panzerdivision und die 349. Infanterie-Division aus Frankreich, die 100. Jäger- und die 367. Infanterie-Division aus Jugoslawien, die 361. Infanterie-Division aus Dänemark und die 214. Infanterie-Division aus dem Reich zum Gegenangriff herangezogen. Am 6. April erreichte die deutsche 6. Panzer-Division den Raum südöstlich von Lemberg und drang in Buczacz ein. Vom Nordwesten her, nahte der Gegenstoß durch die 10. SS-Panzer-Division. Die am 23. Februar verlorene Verbindung zur abgedrängten deutschen Front war erreicht. Der Kessel wurde am 7. April durch Gegenstöße der 10. SS-Panzerdivision, 367. Infanterie- und 100. Jäger-Division vollends aufgebrochen und die "wandernde" Armee wieder in die deutsche Abwehrfront eingegliedert.
Während des Ausbruchs der deutschen 1. Panzerarmee wurden 399 sowjetische Panzer und Sturmgeschütze sowie 280 Geschütze zerstört. Die Verluste der deutschen Truppen beliefen sich auf 2311 Gefallene, 3567 Vermisste und 8364 Verwundete.

### Das Ende in Tarnopol
Ein zwischen 21. und 24. März erfolgter Angriff der sowjetischen 60. Armee mit 11 Schützendivisionen und dem IV. Garde-Panzerkorps warf das XXXXVIII. Panzerkorps bis hinter den Wosuszka-Abschnitt zurück und umschloss die von Hitler zur "Festung" erklärte Stadt Tarnopol vollständig. Am 25. März scheiterte ein erster Entsatzversuch durch die 8. Panzerdivision unter Oberst Friebe, der gleichzeitig das jetzt bei Brody eingesetzte und stark bedrängte XIII. Armeekorps entlasten sollte. Am 5. April eröffneten die Belagerer ein gewaltiges Bombardement auf Tarnopol. Der zweite ab 12. April laufende Entsatzversuch durch die 9. SS-Panzerdivision „Hohenstaufen“ war zu spät angesetzt und kam nicht mehr durch. Zwischen dem 14. und 17. April vernichteten Truppen der sowjetischen 60. Armee die deutsche Garnison, die bei der Einschließung etwa 4.600 Soldaten zählte. General von Neindorf fiel am 15. April, die Reste der Besatzung wurden am linken Sereth-Ufer bei Zagrobela zusammengedrängt und niedergekämpft. Damit war die Operation am 17. April, nach dem Stillstand der deutschen Gegenangriffe, durch die sowjetischen Truppen abgeschlossen.

## Folgen
Die Rote Armee stieß während dieser Operation 80–350 km nach Westen und Süden vor, befreite 42.000 km² und 57 Städte, erreichte die Karpaten und spaltete die südliche deutsche Ostfront in zwei Teile. Die bisherige Heeresgruppe Süd wurde am 5. April in zwei Heeresgruppen geteilt – Heeresgruppe Nordukraine (deutsche 1. und 4. Panzerarmee, ungarische 1. Armee) und Heeresgruppe Südukraine (deutsche 6. und 8. Armee, rumänische 3. Armee).